# Air Europa
Air Europa is een luchtvaartmaatschappij in Spanje. Air Europa is opgericht in 1986 als Air España SA. De volle naam van het bedrijf is Air Europa Líneas Aéreas, S.A.. Het is na Iberia Airlines en Vueling de derde grootste vliegtuigmaatschappij van Spanje.

## Geschiedenis
Air Europa is opgericht in 1986 door Banco de Bilbao. In 1991 werd zij overgenomen door tour-operator Hidalgo. In 1998 kwam zij na een reorganisatie in handen van Globalia Corporacion Empresarial. Sinds september 2007 is de maatschappij een van de associates en sinds juni 2010 een vol lid van het SkyTeam.
In november 2019 werd bekend dat IAG (International Airlines Group) Air Europa wilde overnemen. IAG was bereid € 1 miljard te betalen om daarmee meer vluchten op routes tussen Europa en Latijns-Amerika en het Caribisch gebied aan te bieden. IAG rekende hierbij op aanzienlijke synergievoordelen in termen van kosten en omzet. De overnamedeal is een tegenslag voor Air France-KLM, dat al jaren met Air Europa samenwerkt op vluchten naar Zuid-Amerika.
In januari 2021 werd bekend dat de overname doorgaat, maar voor de helft van de prijs. De overnamesom is gehalveerd naar € 500 miljoen en het gevolg van de coronapandemie. In november 2020 kreeg Air Europa € 475 miljoen staatssteun omdat de Spaanse overheid het bedrijf van strategisch belang acht. Toestemming van de Spaanse overheid en de Europese Commissie waren noodzakelijk voor de overname. Uiteindelijk besloot IAG van de koop af te zien. AIG heeft nog wel € 50 miljoen betaald aan Air Europe omdat het koopcontract niet is nagekomen.

## Bestemmingen
Air Europa voert vooral vluchten uit tussen Noord- en West-Europa en Spanje, inclusief de Canarische Eilanden en de Balearen. Er worden tevens langeafstandsvluchten naar vooral Noord- en Zuid-Amerika aangeboden.

## Vloot
De vloot van Air Europa bestond in januari 2024 uit de volgende toestellen:
| Vliegtuig type | In Dienst | Bestellingen | Passagiers | Passagiers | Passagiers | Opmerkingen             |
| Vliegtuig type | In Dienst | Bestellingen | B          | E          | Totaal     | Opmerkingen             |
| -------------- | --------- | ------------ | ---------- | ---------- | ---------- | ----------------------- |
| Boeing 737-800 | 17        | 0            | 12         | 168        | 180        | EC-LPQ met SkyTeam logo |
| Boeing 737MAX8 | 0         | 20           |            |            |            |                         |
| Boeing 787-8   | 11        | 0            | 22         | 274        | 296        | –                       |
| Boeing 787-9   | 15        | 5            | 30         | 303        | 333        | –                       |
| Totaal         | 43        | 25           |            |            |            |                         |

## Codeshare-overeenkomsten
Air Europa heeft codeshare-overeenkomsten met onderstaande luchtvaartmaatschappijen.
Bij SkyTeam leden: 
| - Aeroflot - Aerolíneas Argentinas - Aeroméxico - Air France - ITA Airways | - China Airlines - China Eastern Airlines - Czech Airlines - Delta Air Lines | - Garuda Indonesia - KLM - Korean Air - Middle East Airlines | - Saudia - TAROM - Vietnam Airlines - XiamenAir |

Bij andere partners:
| - Air Serbia - Etihad Airways - Ethiopian Airlines | - Canaryfly - Copa Airlines - Turkish Airlines |